# Serghei Secu
Serghei Secu (n. 28 noiembrie 1972, Chișinău) este un antrenor de fotbal și fost fotbalist internațional moldovean, care a jucat pe postul de fundaș.
Între anii 1991–1997 Sergiu Secu a jucat 27 de meciuri la echipa națională de fotbal a Moldovei, marcând un gol.
Deține Licență PRO UEFA de antrenor.

## Palmares

### Club
Tiligul-Tiras Tiraspol
- Divizia Națională

Vicecampion: 1993–94, 1994–95, 1995–96, 1997–98
Locul 3: 1996–97
- Cupa Moldovei: 1993–94, 1994–95

Finalist: 1995–96